# El arcángel san Miguel venciendo al demonio (Luisa Roldán)
El arcángel san Miguel venciendo al demonio es una escultura de 1692 de la escultora barroca española Luisa Roldán.

## Descripción
Es una escultura de bulto redondo realizada en madera de cedro cuyas dimensiones son 264 cm de altura x 137 cm de anchura x 170 cm de profundidad. Su peso es de 157,50 gr. Fue policromada por Tomás de los Arcos.
El arcángel San Miguel está de pie, firme y majestuoso, sobre un demonio. Lo está pisando y dominando y a punto de darle el golpe final con su espada. Toda la escena tiene una línea vertical clara que va desde la espada del ángel hasta la cara del demonio. La lucha parece ya decidida, no solo por las posturas y actitudes de los personajes, sino también por la cara tranquila del ángel y la expresión desesperada del demonio, que se retuerce intentando escapar. Se piensa que la figura de San Miguel, que tiene rasgos femeninos, podría representar a la propia artista. Siguiendo esta idea, Roldán habría usado a su esposo como modelo para el rostro del demonio.
Destaca el empleo de los volúmenes, las formas armónicas de las figuras, así como el uso de colores suaves y delicados. Es un ejemplo magistral de arte tardobarroco.
Fue restaurada en los talleres del Palacio Real y expuesta en la Galería de las Colecciones Reales en 2023. Los trabajos de restauración mostraron varias inscripciones: "E. CAMARA LVISA ROLDAN SEVILLA” en el pie izquierdo de San Miguel. En su pie derecho puede leerse “ESCULTOR LVIS ANTONIO DE L”, en referencia a Luis Antonio de los Arcos, marido de la artista, quien se había encargado del desbastado de la madera y en la suela de ese mismo zapato se nombra a Tomás de los Arcos, pintor y policromador (“TOMAS DE LOS ARCOS LO PINTO”). Asimismo en los grilletes de las muñecas del demonio aparece la fecha y el lugar donde realizó la escultura: “EN MADRID AÑO 1692 MAIO 19”.

## Historia
Fue un encargo realizado por el rey Carlos II a Luisa Roldán, que había sido nombrada Escultora de Cámara el 15 de octubre de 1692. El destino de la talla era el Real Monasterio de San Lorenzo de El Escorial donde permaneció hasta su traslado a los talleres de restauración del Palacio Real de Madrid para ser restaurada por Ana Loureiro.